# Fonds d'assurance des dépôts d'épargne
Le fonds d'assurance des dépôts d'épargne (en turc : Tasarruf Mevduatı Sigorta Fonu, abrégé TMSF) est une institution financière publique turque. Elle dépend directement des services du Premier ministre turc.

## Histoire
À la suite de la tentative de coup d'État de 2016, le TMSF est chargé de la gestion des biens financiers saisis dans le cadre des purges qui suivent. Fin octobre 2016, il a fait usage de ses prérogatives sur 252 entreprises saisies.

## Prises de capital
- Atv
- Koza İpek Holding
- Star TV
- Yapı Kredi Bankası